# Castejón de Alarba
Castejón de Alarba là một đô thị ở tỉnh Zaragoza, Aragon, Tây Ban Nha. Theo điều tra dân số 2004 của Viện thống kê Tây Ban Nha (INE), đô thị này có dân số là 98 người. Diện tích đô thị này là 17,6 ki-lô-mét vuông.Đô thị này nằm ở độ cao 915 m trên mực nước biển, cách tỉnh lỵ 105 km. Mã số bưu chính là 50346.